# ENR
ENR (сокращение от англ. Engineering News-Record) — американский еженедельный журнал, который предоставляет новости, анализ, данные и мнения о строительной индустрии по всему миру. Владелец — BNP Media.
В число подписчиков журнала входят подрядчики, владельцы проектов, инженеры, архитекторы, официальные представители объектов гражданского строительства и поставщики работ и услуг в данной индустрии. Журнал охватывает вопросы проектирования и строительства высотных зданий, стадионов, аэропортов, многопролетных мостов, плотин, тоннелей, электростанций, промышленных предприятий, проектов водоснабжения и очистки сточных вод, а также проектов по очистке токсичных отходов. Он также охватывает финансовые, правовые, нормативные, строительные отрасли, безопасность, экологию, управление, корпоративные и трудовые вопросы.
ENR ведёт ежегодный рейтинг (классификацию) крупнейших подрядных и проектно-конструкторских фирм США, международных и зарубежных компаний. Раздел «экономика строительства» охватывает колебания стоимости широкого спектра строительных материалов.

### История
История ENR началась с двух изданий. Самый старый журнал был впервые вышел под названием «The Engineer and Surveyor» (рус. «Инженер и исследователь») в 1874 году. Это издание было позже переименовано в «The Engineer, Architect and Surveyor» (рус. Инженер, архитектор и исследователь), затем в «Engineering News and American Railway Journal» (рус. Журнал инженерных новостей и американских железных дорог), и в конце концов в «Engineering News» (рус. Инженерные новости). Второе издание изначально было известно как «The Plumber and Sanitary Engineer» (рус. Водопроводчик и инженер-сантехник). Позже было переименовано в «The Sanitary Engineer» (рус. Инженер-сантехник), затем в «Engineering and Building Record» (рус. Инженерный и строительный журнал), и, в конце концов, в «Engineering Record» (рус. Инженерный журнал). В 1917 году «Engineering News» и «Engineering Record» объединились и стали журналом, который публикуется и по сегодняшний день — «Engineering News-Record», — в котором E.J. Mehren работал редактором до 1924 года.
После объединения двух журналов в один ENR, издание стало признаваться как ведущий инженерный и строительный новостной журнал. В отличие от конкурентов, ENR — журнал с еженедельным платным тиражом. Большинство его конкурентов являются ежемесячными журналами, которые преимущественно распространяются бесплатно для квалифицированных подписчиков. В отраслевом журнале ENR был назван каноническим.

### Ведущие международные подрядчики
| Компания                                         | Страна         | Международный доход за 2014 |
| Grupo ACS                                        | Испания        | 38 707,5                    |
| Hochtief                                         | Германия       | 29 299,3                    |
| Bechtel                                          | США            | 21 414,0                    |
| Vinci                                            | Франция        | 19 679,9                    |
| China Communications Construction                | Китай          | 15 827,0                    |
| Technip (англ.)                                  | Франция        | 14 223,6                    |
| Bouygues                                         | Франция        | 14 201,0                    |
| Skanska                                          | Швеция         | 14 024,9                    |
| Strabag                                          | Австрия        | 13 972,0                    |
| Saipem                                           | Италия         | 13 623,4                    |
| Power Construction Corporation of China          | Китай          | 11 653,4                    |
| Fluor Corporation (англ.)                        | США            | 11 524,1                    |
| Odebrecht                                        | Бразилия       | 10 199,7                    |
| Hyundai Engineering and Construction             | Южная Корея    | 9 687,4                     |
| Ferrovial                                        | Испания        | 8 365,6                     |
| Samsung C&T Corporation (англ.)                  | Южная Корея    | 7 845,0                     |
| China State Construction Engineering             | Китай          | 7 239,1                     |
| Öztürk Holding                                   | Турция         | 6 903,0                     |
| Royal BAM Group (англ.)                          | Нидерланды     | 6 165,0                     |
| Abeinsa (англ.)                                  | Испания        | 5 805,9                     |
| Petrofac (англ.)                                 | Великобритания | 5 604,4                     |
| Consolidated Contractors Company (англ.)         | Ливан          | 5 481,6                     |
| China Railway Group                              | Китай          | 5 464,2                     |
| CB&I (англ.)                                     | США            | 5 436,3                     |
| PCL Construction (англ.)                         | Канада         | 5 129,8                     |
| GS Engineering & Construction                    | Южная Корея    | 5 115,5                     |
| China National Machinery Industry Corporation    | Китай          | 5 035,1                     |
| JGC Corporation (англ.)                          | Япония         | 5 001,0                     |
| Leighton Holdings (англ.)                        | Австралия      | 4 407,9                     |
| Salini Impregilo (Webuild)                       | Италия         | 4 342,9                     |
| OHL (англ.)                                      | Испания        | 4 294,1                     |
| Técnicas Reunidas                                | Испания        | 3 859,8                     |
| Lend Lease Group                                 | Австралия      | 3 467,1                     |
| Daelim Industrial                                | Южная Корея    | 3 421,7                     |
| Obayashi Corporation                             | Япония         | 3 357,0                     |
| Kiewit Corporation                               | США            | 3 167,0                     |
| Renaissance Construction                         | Турция         | 3 001,1                     |
| McConnell Dowell                                 | Австралия      | 2 987,5                     |
| Chiyoda Corporation                              | Япония         | 2 935,9                     |
| Orascom Construction                             | Египет         | 2 935,0                     |
| Eiffage                                          | Франция        | 2 918,0                     |
| SK E&C                                           | Южная Корея    | 2 915,1                     |
| Daewoo E&C                                       | Южная Корея    | 2 867,6                     |
| China Gezhouba Group                             | Китай          | 2 823,0                     |
| KBR                                              | США            | 2 747,0                     |
| Jan De Nul                                       | Голландия      | 2 715,0                     |
| China Civil Engineering Construction Corporation | Китай          | 2 690,5                     |
| M+W                                              | Германия       | 2 681,6                     |
| China Metallurgical Group                        | Китай          | 2 669,0                     |
| Danieli                                          | Италия         | 2 648,0                     |
| Jacobs Engineering                               | США            | 2 605,7                     |
| CITIC Construction                               | Китай          | 2 605,3                     |
| Kajima Corporation                               | Япония         | 2 595,4                     |
| Mota-Engil                                       | Португалия     | 2 552,0                     |
| Astaldi                                          | Италия         | 2 530,7                     |
| WorleyParsons                                    | Австралия      | 2 520,5                     |
| Larsen & Toubro                                  | Индия          | 2 490,6                     |
| China Railway Construction                       | Китай          | 2 450,0                     |
| POSCO Engineering & Construction                 | Южная Корея    | 2 309,9                     |
| Toyo Engineering Corporation                     | Япония         | 2 251,4                     |